# 血苋属
血苋属（学名：Iresine）是苋科下的一个属，为草本或亚灌木植物。该属共有约70种，分布于美洲和非洲及大洋洲。 其學名來自希臘語“εριος ” （erios），意思是“毛茸茸的”，原因是該屬植物的花瓣上布有絨毛。 而叫做“血苋”則是因為其花瓣的鮮艷紅色。